# Stadion FK IMT
Stadion FK IMT – stadion piłkarski w Belgradzie (w dzielnicy Nowy Belgrad), stolicy Serbii. Obiekt może pomieścić 1150 widzów. Swoje spotkania rozgrywają na nim piłkarze klubu FK IMT. Stadion położony jest tuż obok hali sportowej Ranko Žeravica.